# ウィリアム・ウッド
ウィリアム・ウッド (William Wood, 1956年 - ) は、日本で活動する宣教師、神学者、牧師。真理のみことば伝道協会主事。キリスト教系の新宗教、異端、カルトに対して、聖書信仰に立った正統的な福音主義キリスト教の立場から多くの著述活動を行う。真理のみことば伝道協会の支部を北海道および埼玉・静岡・大阪・岡山に設け、異端カルト問題に取り組み、セミナーや「元カルト信者の集い」を開いている。
アメリカ合衆国のウィスコンシン州生まれ。高校時代に支配神学を強調する教会に通い、その危険性と矛盾を認識した。テキサス州のクライスト・フォー・ザ・ネイションズを卒業。1976年に宣教師として来日。来日当初はカルト問題にかかわるとは思っていなかったが、1980年にエホバの証人の信者の訪問を受け、その教理を知り、問題の所在に気づき、研究し、関連著書を出版し、「被害者家族の相談を受けるように」なり、「カルト問題で困っている方々を助けるため」1988年に真理のみことば伝道協会を設立した。

## 著書
- 『モルモン教とキリスト教』いのちのことば社、1986年。ISBN 4264007739。
- 『「エホバの証人」への伝道ハンドブック』いのちのことば社、1987年。ISBN 4264008476。
- 『「エホバの証人」の教えと聖書の教え』いのちのことば社、1988年。ISBN 4264009391。
- 『モルモン教とキリスト教』いのちのことば社、1989年。ISBN 4264007739。
- 『異端の反三位一体論に答える「エホバの証人」を中心として』いのちのことば社、1990年。ISBN 4264012287。
- 『「エホバの証人」の反三位一体論に答える』いのちのことば社、1992年。ISBN 4264012287。
- 『エホバの証人：ものみの塔聖書冊子協会 : マインド・コントロールの実態』三一書房、1993年。ISBN 4380932648。
- 『「エホバの証人」への伝道とフォローアップ』いのちのことば社、1995年。ISBN 4264015405。
- 『エホバの証人カルト集団の実態 』三一書房、1997年。ISBN 4380972755。
- 『教会がカルト化するとき：聖書による識別力を養う』いのちのことば社、2002年。ISBN 4264020735。
- 『「健全な信仰」と「カルト化した信仰」』いのちのことば社、2005年。ISBN 4264023424。
- 『「セカンドチャンス」は本当にあるのか：未信者の死後の救いをめぐって』いのちのことば社、2007年。ISBN 9784264027959。
- 『霊の戦い：虚構と真実』パスカル・ズィヴィーとの共著、いのちのことば社、2011年。ISBN 9784264029298。
- 『新使徒運動はなぜ危険か：神に成り代わり大統領にも指示する「支配神学」とは？』いのちのことば社、2020年[6]。ISBN 4264041716。